# 卫国
衛國，是中国周朝時期諸侯國。姬姓，卫氏，為周武王弟康叔後裔。先後建都於朝歌、楚丘、帝丘、野王，轄地大致為現在的河南北部与河北南部一带。
先前康叔封在康地，周公東征平定武庚之亂後，讓同母少弟康叔改封到淇衛，为伯爵。康叔取舊地為名。金文中常見的康侯、康公都是指康叔及其子嗣。现代学者或认为康人是迁到淇卫。有人认为直到周夷王时才正式封为“卫国”。
周初衛康叔遵守周公教誨，「啟以商政，疆以周索」，利用商人政治來貫徹周法，治理得很成功。衛國成為屏蕃周朝的重要支柱，康叔也被提拔到宗周王室任司寇。這樣，衛國實際上就交由其子庸伯代為統治。周厲王之前，衛國的歷史少見記述。周平王遷都時，衛武公曾出兵助周平戎。衛武公時一度強盛，為諸侯首領之一。

琉璃閣乙墓出土衛國綯索紋獸耳罍（河南省新鄉市輝縣市城關街道東關社區）

進入東周時期後由于内乱頻繁而衰弱，前661年被狄人所破，荒淫奢侈的衛懿公被狄人所殺，衛也失國，僅剩五千遺民在宋國、鄭國等國的資助下寄居於曹國。依賴齊桓公的援助，前659年遷衛於楚丘（河南滑縣東），重新建國，方才得以續存，從此淪為小国。衛文公時，國力有所恢復。衛成公元年（前629年），衛為避狄人侵擾，又遷帝丘（河南濮陽），經百年休養生息，經濟始現繁榮。
春秋晚期，衛國孫氏、宁氏專權，君臣關係不和。在孙氏投晋、宁氏被灭之后，卫国又出现了衛後莊公与卫出公父子争国的事件，国力进一步削弱。進入戰國，衛已衰敗，夾在趙、魏、齊、楚之間苟延殘喘，多次的父子兄弟相殘。至卫成侯时，已自贬称侯。
前343年，魏文惠王罷黜了衛君嫡系子弟，改立衛靈公的別支後裔子南氏為衛君。前254年，卫怀君入朝魏國被囚杀，卫被魏兼併，成為其附庸。前252年，魏安禧王改立其婿衞元君（卫怀君之弟）為衛君。有人认为，衞元君只是一個封君，是诸侯国國內拥有爵位和封地的人，他不再是诸侯，因此其领地也不能称之为国。但一般认为此时卫国仍然存在，国土只有濮阳一地。前241年，秦攻魏，把衛國原有的濮陽一帶歸入東郡，立姬姓後代衛君角為衞君，並把他移到野王（河南沁陽），衛又成了秦的附庸國。秦二世元年（前209年），衛君角被廢為庶人，衛國滅亡。衛國是周諸侯國中最後一個被秦滅亡的國家。
另一種說法是衛國並非被秦二世廢滅，日本史學家平势隆郎認為因春秋戰國的「立年改元」或「逾年改元」的紀年系統造成的混亂，導致司馬遷誤認衛國多出十二年國祚，也就是衛國是亡於秦始皇統一天下的前221年。這種見解為周振鶴所贊同。

## 衛國君主列表及在位年份
此表主要以《史記·衛世家》為主，參照楊伯峻《春秋左傳注》、楊寬《戰國史料編年輯証》及陳夢家《西周年代考》修改補充。
|    | 稱號                          | 國君本名                     | 在位年份                                              | 出身与关係                                                   | 資料出處                                                                |
| -- | ----------------------------- | ---------------------------- | ----------------------------------------------------- | ------------------------------------------------------------ | ----------------------------------------------------------------------- |
| 1  | 衛康叔                        | 封                           | 約前1040年以後（周成王時期）                          | 周文王子、周武王同母弟                                       | 《史記·衛世家》 陳夢家《西周年代考》                                    |
| 2  | 衛康伯                        | 牟、周文王之孫又稱王孫牟     | 周康王時期                                            | 衛康叔子                                                     | 《史記·衛世家》 陳夢家《西周年代考》                                    |
| 3  | 衛孝伯 《三代世表》作衛考伯   |                              | 周昭王時期                                            | 衛康伯子                                                     | 《史記·衛世家》 《三代世表》 《漢書·古今人表》 陳夢家《西周年代考》     |
| 4  | 衛嗣伯                        |                              | 周穆王時期                                            | 衛孝伯子                                                     | 《史記·衛世家》 陳夢家《西周年代考》                                    |
| 5  | 衛𢈻伯 《世本》作衛摯伯       |                              | 周共王時期                                            | 衛嗣伯子                                                     | 《史記·衛世家》 陳夢家《西周年代考》                                    |
| 6  | 衛靖伯                        |                              | 周懿王、周孝王時期                                    | 衛𢈻伯子                                                     | 《史記·衛世家》 陳夢家《西周年代考》                                    |
| 7  | 衛貞伯 《世本》作衛箕伯       |                              | ？ - 前867年（周夷王時期）                            | 衛靖伯子                                                     | 《史記·衛世家》 陳夢家《西周年代考》                                    |
| 8  | 衛頃侯                        |                              | 前866年 - 前855年                                     | 衛貞伯子                                                     | 《史記·衛世家》                                                         |
| 9  | 衞侯                          |                              | 前854年 - 前813年                                     | 衛頃侯子                                                     | 《史記·衛世家》                                                         |
| 10 | 衛共伯                        | 餘                           | 前813年                                               | 衛侯子                                                       | 《史記·衛世家》                                                         |
| 11 | 衛武公                        | 和                           | 前812年 - 前758年                                     | 衛僖侯子、衛共伯弟                                           | 《史記·衛世家》                                                         |
| 12 | 衛莊公                        | 揚                           | 前757年 - 前735年                                     | 衛武公子                                                     | 《史記·衛世家》                                                         |
| 13 | 衛桓公                        | 完                           | 前734年 - 前719年                                     | 衛莊公子                                                     | 《史記·衛世家》                                                         |
| 14 | 衛州吁                        | 州吁                         | 前719年                                               | 衛莊公子、衛桓公弟                                           | 《史記·衛世家》                                                         |
| 15 | 衛宣公                        | 晉                           | 前718年 - 前700年                                     | 衛莊公子、衛桓公弟                                           | 《史記·衛世家》                                                         |
| 16 | 衛惠公                        | 朔                           | 前699年 - 前696年（楊伯峻） 前699年 - 前697年（史記） | 衛宣公子                                                     | 《史記·衛世家》 《十二諸侯年表》 《左傳》桓公十六年                     |
| 17 | 衛黔牟                        | 黔牟                         | 前696年 - 前688年（楊伯峻） 前696年 - 前687年（史記） | 衛宣公子                                                     | 《史記·衛世家》 《十二諸侯年表》 《左傳》莊公六年                       |
|    | 衛惠公(復位)                  | 朔                           | 前688年 - 前669年（楊伯峻） 前686年 - 前669年（史記） | 衛宣公子                                                     | 《史記·衛世家》 《十二諸侯年表》 《左傳》莊公六年                       |
| 18 | 衛懿公                        | 赤                           | 前668年 - 前660年                                     | 衛惠公子                                                     | 《史記·衛世家》                                                         |
| 19 | 衛戴公                        | 申                           | 前660年                                               | 衛宣公孫、衛昭伯公子頑子                                     | 《史記·衛世家》                                                         |
| 20 | 衛文公                        | 燬                           | 前659年 - 前635年                                     | 衛昭伯子、衛戴公弟                                           | 《史記·衛世家》                                                         |
| 21 | 衛成公                        | 鄭                           | 前634年 - 前600年                                     | 衛文公子                                                     | 《史記·衛世家》                                                         |
| 22 | 衛君瑕                        | 瑕                           | 前632年                                               | 衛文公子、衛成公弟                                           | 《史記·衛世家》                                                         |
| 23 | 衛穆公                        | 遫                           | 前599年 - 前589年                                     | 衛成公子                                                     | 《史記·衛世家》                                                         |
| 24 | 衛定公                        | 臧                           | 前588年 - 前577年                                     | 衛穆公子                                                     | 《史記·衛世家》                                                         |
| 25 | 衛獻公                        | 衎                           | 前576年 - 前559年                                     | 衛定公子                                                     | 《史記·衛世家》                                                         |
| 26 | 衛殤公                        | 秋 《漢書》名焱 《左傳》名剽 | 前558年 - 前547年                                     | 衛穆公孙、公子黑背之子 《史记》作衛定公弟 《漢書》作衛獻公弟 | 《史記·衛世家》 《漢書·古今人表》 《左傳》襄公廿六年 《春秋经传集解》   |
|    | 衛獻公(復位)                  | 衎                           | 前546年 - 前544年                                     | 衛定公子                                                     | 《史記·衛世家》                                                         |
| 27 | 衛襄公                        | 惡                           | 前543年 - 前535年                                     | 衛獻公子                                                     | 《史記·衛世家》                                                         |
| 28 | 衛靈公                        | 元                           | 前534年 - 前493年                                     | 衛襄公子                                                     | 《史記·衛世家》                                                         |
| 29 | 衛出公                        | 輒                           | 前492年 - 前480年                                     | 衛莊公子                                                     | 《史記·衛世家》                                                         |
| 30 | 衛後莊公 《漢書》作衛簡公     | 蒯聵                         | 前480年 - 前478年                                     | 衛靈公子                                                     | 《史記·衛世家》 《漢書·古今人表》                                       |
| 31 | 衛斑師                        | 斑師 《左傳》名般師          | 前478年                                               | 《左傳》謂衛襄公孫                                           | 《史記·衛世家》 《左傳》哀公十七年                                      |
| 32 | 衛君起                        | 起                           | 前477年                                               | 《史記》注謂衛靈公子                                         | 《史記·衛世家》                                                         |
|    | 衛出公(復位)                  | 輒                           | 前476年 - 前470年（楊伯峻） 前476年 - 前456年（史記） | 衛莊公子                                                     | 《史記·衛世家》 《六國年表》                                            |
| 33 | 衛悼公                        | 黔 《世本》名虔，一名適      | 前469年 - 前465年（楊寬） 前455年 - 前451年（史記）   | 衛靈公子                                                     | 《史記·衛世家》 《六國年表》 楊寬《戰國史料編年輯證》                   |
| 34 | 衛敬公                        | 弗 《世本》名費              | 前464年 - 前432年（楊寬） 前450年 - 前432年（史記）   | 衛悼公子                                                     | 《史記·衛世家》 《六國年表》 楊寬《戰國史料編年輯證》                   |
| 35 | 衛昭公 《世本》作衛橈公       | 糾 《世本》名舟              | 前431年 - 前426年                                     | 卫敬公子                                                     | 《史記·衛世家》                                                         |
| 36 | 衛懷公 《六國年表》誤作衛悼公 | 亶                           | 前425年 - 前415年                                     | 衛昭公子                                                     | 《史記·衛世家》 《六國年表》                                            |
| 37 | 衛慎公                        | 頹                           | 前414年 - 前383年（楊寬） 前414年 - 前373年（史記）   | 衛悼公子                                                     | 《史記·衛世家》 楊寬《戰國史料編年輯證》                                |
| 38 | 衛聲公 《世本》作衛聖公       | 訓 《世本》名馳              | 前382年 - 前372年（楊寬） 前372年 - 前362年（史記）   | 衛慎公子                                                     | 《史記·衛世家》 《六國年表》 楊寬《戰國史料編年輯証》                   |
| 39 | 衛成侯                        | 遫 《世本》名不逝            | 前371年 - 前343年（楊寬） 前361年 - 前333年（史記）   | 衛聲公子                                                     | 《史記·衛世家》 《六國年表》 楊寬《戰國史料編年輯証》                   |
| 40 | 衛平侯                        | 勁（子南氏）                 | 前342年 - 前335年（楊寬） 前332年 - 前325年（史記）   | 衛靈公少子公子郢的后代 舊誤作衛成侯子                        | 《史記·衛世家》 《六國年表》 楊寬《戰國史料編年輯証》                   |
| 41 | 衛嗣君 《紀年》作衛孝襄侯     |                              | 前334年 - 前293年（楊寬） 前324年 - 前283年（史記）   | 衛平侯子                                                     | 《史記·衛世家》 《六國年表》 楊寬《戰國史料編年輯証》                   |
| 42 | 衛懷君                        |                              | 前292年 - 前254年（楊寬） 前282年 - 前253年（史記）   | 衛嗣君子                                                     | 《史記·衛世家》 《六國年表》 楊寬《戰國史料編年輯証》                   |
| 43 | 衛元君                        |                              | 前254年 - 前230年（楊寬） 前252年 - 前230年（史記）   | 魏國女婿 《史記》作衛嗣君弟 《漢書》作衛懷君弟               | 《史記·衛世家》 《六國年表》 《漢書·古今人表》 楊寬《戰國史料編年輯証》 |
| 44 | 衛君角                        | 角                           | 前241年 - 前209年 前229年 - 前209年（史記）           | 秦國所立 《史記》作衛元君子                                  | 《史記·衛世家》 《六國年表》 楊寬《戰國史料編年輯証》                   |

## 其他人物

### 公子
- 孝伯，衛莊公子
- 公子急，衛宣公子
- 公子壽，衛宣公子
- 公子頑，即衛昭伯，衛宣公子
- 公子齊，公子頑子
- 叔武，衛文公子
- 子叔黑背，衛穆公子
- 公子荆，衛獻公子
- 公子當，即公叔成子公叔當，衛獻公子（《禮記正義》引《世本》）
- 孟縶，即公孟絷，字子孟，衛襄公子
- 公子郢，字子南，衛靈公子，後為子南氏
- 左公子泄
- 右公子職
- 公孫丁
- 子鱄，字子鮮
- 子展
- 子蟜
- 子伯
- 子皮
- 公子瑕，字子適
- 子儀
- 公子朝
- 子木
- 子行
- 公孫免餘
- 公孫般師
- 公孫倉（古本《竹書紀年》）

### 公族
齊氏
- 公子齊
- 齊惡
- 齊豹

子叔氏
- 子叔黑背
- 公孫剽，黑背子
- 子叔成子子叔析朱鉏，公孫剽子

公叔氏
- 公叔成子公叔當
- 公叔文子公孫發，一作公叔拔，公叔當子（《禮記正義》引《世本》）
- 公叔戌，一作公叔朱，公孫發子（《禮記正義》引《世本》）

孟氏
- 孟縶
- 公孟彄，字公孟，孟縶子（杜預《左傳正義》引《世本》）

子南氏、司寇氏
- 公子郢，謚號「昭子」
- 南文子公孫彌牟，一名木，字子之，公子郢子（《禮記正義》引《世本》、《宋衛策》、《說苑》）
- 司寇惠叔司寇蘭，公子郢子（《禮記正義》引《世本》）
- 司寇虎，司寇蘭子（《禮記正義》引《世本》）
- 司寇亥

石氏
- 石碏
- 石厚，石碏子
- 石駘仲
- 石祁子
- 石成子石稷，石碏四世孫
- 石共子石買，石稷子
- 石悼子石惡，石買子
- 石曼姑
- 石圃，石惡從子
- 石昭子石魋
- 石乞

大叔氏
- 大叔文子大叔儀
- 大叔懿子大叔申
- 大叔悼子大叔疾，大叔申子
- 大叔僖子大叔遺，大叔申子

甯氏
- 甯文仲甯跪
- 穆仲靜
- 甯莊子甯速
- 甯武子甯俞
- 甯成子甯相
- 甯惠子甯殖
- 甯悼子甯喜
- 甯跪

孫氏
- 孫莊子孫纥
- 孫昭子，孫纥子
- 孫桓子孫良夫，孫昭子子
- 孫文子孫林父，孫良夫子
- 孫嘉，孫林父子
- 孫襄，字伯國，孫林父子
- 孫蒯，孫林父子
- 孫免

北宮氏
- 北宮懿子北宮括
- 北宮成子北宮遺，北宮括子
- 北宮文子北宮佗
- 北宮貞子北宮喜
- 北宮結

王孫氏
- 王孫賈
- 王孫昭子王孫齊，王孫賈子

### 諸氏族
孔氏
- 孔嬰齊
- 孔莊叔孔達，孔嬰齊子（《禮記正義》引《世本》）
- 孔得閭叔孔悝，一作孔穀，孔達子（《禮記正義》引《世本》）
- 孔成子孔烝鉏，孔悝子（《禮記正義》引《世本》）
- 孔頃叔孔羈，一作孔羅，孔烝鉏子（《禮記正義》引《世本》）
- 孔昭叔孔起，孔羈子（《禮記正義》引《世本》）
- 孔文子孔圉，孔起子（《禮記正義》引《世本》）
- 孔悝，孔圉子（《禮記正義》引《世本》）

史氏
- 史朝
- 史文子史狗，史朝子
- 史鰌，字子魚

褚師氏
- 褚師圃，字子申
- 褚師定子褚師申，褚師圃子
- 褚師聲子褚師比，褚師申子

趙氏
- 趙懿子趙黶，一作趙兼（《左傳正義》引《世本》）
- 趙昭子趙舉，趙黶子
- 趙陽，趙舉子

元氏
- 元咺
- 元角，元咺子

夏氏
- 夏戊
- 夏期，夏戊子

禮氏
- 禮孔
- 禮至

蘧氏
- 蘧瑗，字伯玉

華氏
- 華龍滑
- 華仲
- 華齊
- 華寅

渠氏
- 渠孔
- 渠子

祝史
- 祝鼃
- 祝佗，字子魚
- 祝史揮
- 胥彌赦

### 女性
- 莊姜，衛莊公夫人
- 厲媯，衛莊公妾，生孝伯
- 戴媯，衛莊公妾，生衛桓公
- 夷姜，衛桓公夫人，後為衛宣公妾
- 宣姜，衛宣公夫人，與昭伯生齊子、衛戴公、文公、宋桓夫人、許穆夫人
- 定姜，衛定公夫人
- 敬姒，衛定公妾，生衛獻公
- 姜氏，衛襄公夫人
- 婤姶，衛襄公妾，生孟縶、衛靈公
- 南子，衛靈公夫人少君
- 呂姜，衛後莊公妾
- 夏戊女夫人，衛出公夫人
- 宋桓夫人，昭伯女
- 許穆夫人，昭伯女

### 其他
- 右宰醜
- 獳羊肩
- 黃夷
- 長牂
- 公子歂犬
- 鍼莊子
- 士榮
- 周歂
- 冶厪
- 師曹
- 尹公他
- 庾公差，字子魚
- 右宰穀
- 殖綽
- 公孫免餘
- 雍鉏
- 屠伯
- 宗魯
- 慶比
- 鴻駵魋
- 子王霄
- 彪傒
- 子高魴
- 彌子瑕
- 滑羅
- 戲陽速
- 渾良夫
- 欒寧
- 召獲
- 鄢武子鄢肸
- 孟黶
- 許公為
- 優狡
- 拳彌
- 鄄子士
- 向禽
- 仲叔子奚
- 公孫臣
- 行人子羽
- 司徒瞞成
- 子伯季子
- 寺人羅
- 宋朝，本宋人
- 公子慭，本晉人
- 仲由，本魯人
- 子貢
- 子夏
- 大夫僎，公叔文子家臣（《論語·憲問》）
- 吳起
- 商鞅
- 鬼谷子
- 呂不韋
- 荊軻

## 附属国
卫国的附属国有石氏、宁氏、孔氏、北公氏、南氏、孙氏等。他们大多是卫国的分支。来自南燕国的孔氏是一个例外。

## 延伸阅读
[在维基数据编辑]
 《史記/卷037》，出自司馬遷《史記》